# Mehrdad Puladi
Mehrdad Puladi (ur. 26 lutego 1987 w Karadżu) – irański piłkarz występujący na pozycji pomocnika w tajskim klubie Bangkok United oraz w reprezentacji Iranu. Znalazł się w kadrze na Mistrzostwa Świata 2014.